# The Underworld (film 1916)
The Underworld è un cortometraggio muto del 1916 scritto e diretto da Rupert Julian. Il nome del regista appare anche tra gli interpreti, a fianco a quelli di Hallam Cooley, Rena Rogers ed Elsie Jane Wilson. Il film fu prodotto e distribuito dalla Universal Film Manufacturing Company.

## Produzione
Il film, prodotto dalla Universal Film Manufacturing Company (come Laemmle), venne girato negli Universal Studios al 100 di Universal City Plaza a Universal City.

## Distribuzione
Distribuito dalla Universal Film Manufacturing Company, il film - un cortometraggio in una bobina - uscì nelle sale cinematografiche statunitensi il 5 gennaio 1916.